# ねじまきむじか
『ねじまきむじか』は、日本の音楽ユニット、eufoniusの7枚目のアルバム。2009年7月7日に発売された。

## 概要
- 前作『メトロクローム』以来1年1ヵ月ぶり、自身5作目の自主制作アルバムである。今作もとらのあなやメロンブックスを初め、各アニメ・同人ショップ、アマゾンで限定発売された。
- 収録曲8曲のうち新曲、既発表曲が各1曲で、その他6曲は過去に発売された自主制作アルバム収録曲をオルゴールアレンジしたものとなっている。

## 収録曲
1・8は作詞：riya、作曲・編曲：菊地創、2は作曲：riya、編曲：飛渡健次郎、3～7は作曲：菊地創、編曲：飛渡健次郎。
1. wonder
本作中唯一の新曲。riyaが現在まで歌詞に取り入れ続けている造語の一部が、歌詞カードに掲載されている。
また、2012年6月20日に発売された釘宮理恵のミニアルバム『kokohadoko』に、同曲をアレンジしたものが楽曲提供されている。
2. 空の影～nejimaki musica～
3. マルメロ～nejimaki musica～
4. リトルマーチ～nejimaki musica～
アルバム『eufonius・eufonius+』収録曲。
5. ベルーカ～nejimaki musica～
アルバム『Σ』収録曲。
6. メトロクローム～nejimaki musica～
アルバム『メトロクローム』収録曲。
7. アルタルフ～nejimaki musica～
アルバム『eufonius・eufonius+』収録曲。
8. 散歩道
etude製作のパソコンゲーム「そして明日の世界より――」の夕陽エンディング主題歌。